# Teatro Società Filarmonica Giuseppe Verdi
Il Cinema Teatro San Donato è un cinema teatro situato a San Donato in Poggio, una frazione di Tavarnelle Val di Pesa, gestito dai volontari della Società Filarmonica Giuseppe Verdi di San Donato in Poggio.
L'edificio risale al 1926 ed è stato ristrutturato e adeguato alle normative vigenti nel corso dei lavori eseguiti nel 1986 su progetto dell'architetto Stefano Becocci.
Preceduto dai locali del bar, della sala da biliardo e di quella da gioco, il teatro - ma anche cinema - della Filarmonica Giuseppe Verdi di San Donato in Poggio, ospita un'intelligente programmazione teatrale grazie alla passione del Teatro Stabile di Firenze e del suo fondatore Roberto Toni con spettacoli sempre di grande qualità.
I circa 200 posti della sala sono serviti da un buon palcoscenico attrezzato.